# Nghttp2
Nghttp2は、C言語によるHTTP/2の実装である。
ライブラリとこれを利用したユーティリティソフトウェアが提供されている。

## 採用
- cURL[3]
- ウマ娘 プリティーダービー[4]